# 傅懷光
傅懷光（1861年12月31日—？年），會試名傅良弼，字築喦，號鑾坡、瘦蓀，安徽省廣德直隸州人。光緒十五年己丑科鄉試中式第26名舉人，二十四年戊戌科會試中式第53名。
光緒二十九年（1903年），光緒癸卯科殿試，登進士三甲第137名。同年閏五月，著交吏部掣签分发各省，以知县即用。